# Joseph Yue Fusheng
Joseph Yue Fusheng (chinesisch 岳福生; * April 1964 in Hebei, Volksrepublik China) ist ein chinesischer Geistlicher und römisch-katholischer Bischof von Harbin.

## Leben
Joseph Yue Fusheng empfing am 7. August 1988 das Sakrament der Priesterweihe.
Am 16. Mai 2012 wurde er durch die Chinesische Katholisch-Patriotische Vereinigung zum Bischof von Harbin ernannt. Joseph Yue Fusheng empfing am 6. Juli desselben Jahres die Bischofsweihe. Papst Franziskus erkannte die Ernennung am 22. September 2018 an.